# Adolf Vodička
Adolf Vodička (26. ledna 1913 – 26. dubna 2012) byl poslední přeživší československý interbrigadista ze španělské občanské války.

## Život
Adolf Vodička se narodil židovským rodičům 26. ledna 1913 v Libočanech. Jeho otec zemřel na začátku první světové války. Ve třicátých letech byl členem Sokola a začal se zajímat o politiku. Špatně snášel radikalizaci sudetských Němců v rodném pohraničí a kvůli zájmu o sociální politiku vstoupil do Komunistické strany Československa a Svazu mladých. V roce 1937 odešel bojovat do Španělska. Po stažení byl internován ve Francii, kde vstoupil do československého letectva. Po porážce Francie se dostal do Anglie, kde pracoval jako sekretář místopředsedy Státní rady Václava Noska. Kromě toho pracoval v novinách Nové Československo, které vydávala Levá fronta. Ve Spojeném království se také seznámil se svou budoucí manželkou Hanou Levitovou. Po komunistickém převratu v únoru 1948 pracoval mj. ve zpravodajském oddělení Ministerstva vnitra, odkud byl však coby kontroverzní „španělák“ vyhozen. V letech 1965–1967 byl zástupcem ČKD v Indii u Hajdarábádu. Po návratu odešel do důchodu a po invazi vojsk Varšavské smlouvy do Československa vystoupil z KSČ.